# Sotirios Sotiropoulos

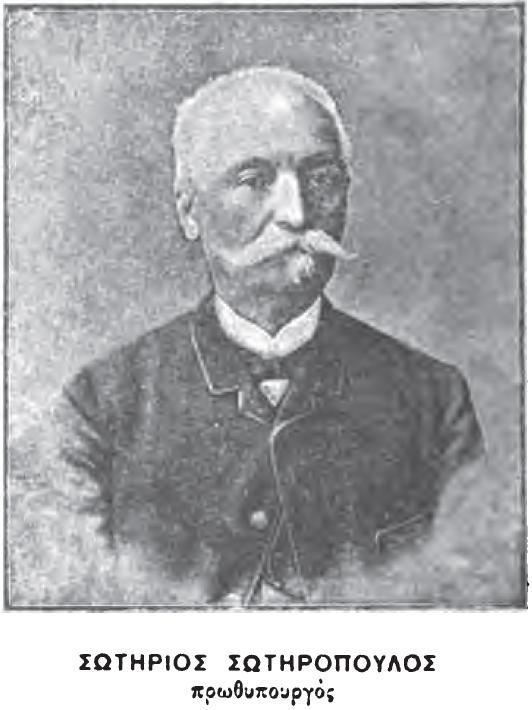
Sotirios Sotiropoulos

Sotirios Sotiropoulos (en griego: Σωτήριος Σωτηρόπουλος) (1831-1898) abogado y político griego, primer ministro de Grecia entre mayo y noviembre de 1893.
Nacido en Nauplia en 1831, Sotiropoulos estudió leyes y fue elegido miembro integrante de la Convención Constitucional de 1863. En 1864 fue designado ministro de Economía por primera vez. Continúo sirviendo en ese cargo luego de las elecciones de 1865, 1870, 1876, 1877 y 1880 durante el gobierno de Alexandros Kumunduros.
Fue elegido en 1893 por el rey Jorge I para integrar el gobierno como primer ministro pero perdió el voto de confianza unos meses más tarde.
Posteriormente, Sotiropoulos fue secuestrado por Listarcho Lafazani en Kalamata. Luego de su liberación escribió un libro, titulado Mis 31 días de secuestro. Falleció en Atenas en 1898.
| Predecesor: Charilaos Trikoupis | Primer ministro de Grecia 1893 | Sucesor: Charilaos Trikoupis |

- Datos: Q1243880
- Multimedia: Sotirios Sotiropoulos / Q1243880